# 더 크랙
더 크랙(The Crack)은 대한민국의 밴드이다.

## 디스코그래피
- Korea Oh Korea (SBS 응원가)
- 너뿐야
- 프로야구 30주년 기념 SBS ESPN 공식 야구송
- SBS ESPN 공식 축구송